# Lavapiés (metrostation)
Lavapiés is een metrostation in de Spaanse hoofdstad Madrid dat op 9 augustus 1936 werd geopend. Het station is genoemd naar de wijk waar het ligt. 

## Geschiedenis
Na het succes van de eerste twee Madrileense metrolijnen in de jaren 20 van de twintigste eeuw werd in 1934 begonnen met de aanleg van lijn 3 tussen het noordwesten en het zuiden van de stad. Net als de eerdere lijnen zou lijn 3 station Sol bedienen en het eerste bouwdeel liep van Sol naar Embajadores in het zuiden met Lavapiés als enige tussenstation. Dit deel van de lijn was vrijwel voltooid toen op 17 juli 1936 de burgeroorlog uitbrak. Het eerste bouwdeel werd op 9 augustus 1936 geopend als eilandbedrijf, maar de rest van de lijn werd pas na afloop van de burgeroorlog verder gebouwd. 
Het station werd gebouwd met een perronlengte van 60 meter hetgeen begin 20e eeuw voldoende was voor het afhandelen van het destijds ingezette metromaterieel. In verband met de gewenste capaciteitsvergroting werden de perrons van lijn 3 in de periode 2004 – 2006 verlengd tot 90 meter zodat metrostellen met zes in plaats van vier bakken konden worden ingezet. Voor Lavapiés betekende dit de bouw van een stationskuip aan de zuidkant van de perrons uit 1936 waarin de verlenging van de perrons werd gerealiseerd. Tegelijk werd het station rolstoeltoegankelijk gemaakt en werd de stationshal grondig verbouwd.

## Ligging en inrichting
De sporen en perrons van het station liggen gebogen onder de westkant van de Plaza de Lavapiés, de toegang met vaste trap en lift liggen in de Calle de Argumosa ten zuiden van het plein. De stationshal uit 2005 ligt op niveau -2 in de stationskuip ten oosten van de perrons. Achter de OV-poortjes sluit de hal meteen aan op het perron voor de metro's naar het zuiden. Voor de andere richting moeten de reizigers gebruikmaken van een tunnel onder de sporen die met liften en roltrappen verbonden is met de respectievelijke perrons. 

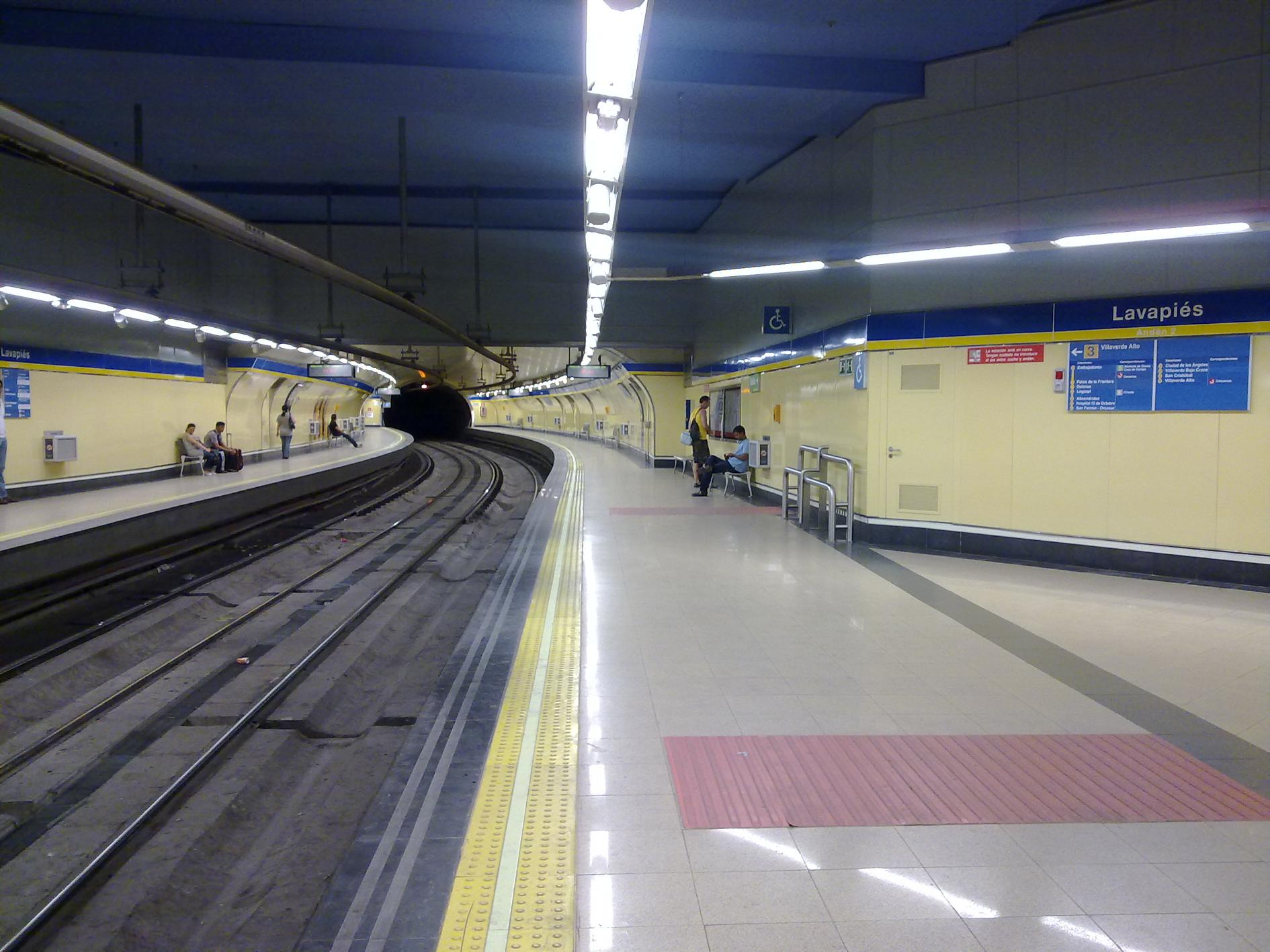
Sporen en perrons gezien uit het zuiden; vooraan de stationskuip uit 2005, achteraan het gebogen gewelf uit 1935.